# Petalostoma lygrodes
Petalostoma lygrodes är en fjärilsart som beskrevs av Edward Meyrick 1931. Petalostoma lygrodes ingår i släktet Petalostoma och familjen plattmalar. Inga underarter finns listade i Catalogue of Life.